# Селецька сільська рада (Дубровицький район)
Селе́цька сільська́ ра́да — орган місцевого самоврядування в Дубровицькому районі Рівненської області. Адміністративний центр — село Селець.

## Загальні відомості
- Селецька сільська рада утворена 27 квітня 1944 року.
- Територія ради: 69,629 км²
- Населення ради: 2 520 осіб (станом на 2001 рік) (в Сельці 1976 і в Ясинці 544 особи)
- Територією ради протікає річка Горинь.

## Населені пункти
Сільській раді підпорядковані населені пункти:
- с. Селець
- с. Ясинець

## Історія
В минулому до Селецької сільської ради входило тільки село Селець, проте, коли Ясинецька сільська рада була ліквідованою, Ясинець віднесли до Селецької.

## Населення
Станом на 1 січня 2011 року населення сільської ради становило 2511 осіб. У 2017 році населення сільської ради становило 2336 осіб.
Згідно з переписом УРСР 1989 року чисельність наявного населення сільської ради становила 2597 осіб, з яких 1259 чоловіків та 1338 жінок.
За переписом населення України 2001 року в сільській раді мешкало 2508 осіб.

### Мова
Розподіл населення за рідною мовою за даними перепису 2001 року:
| Мова       | Відсоток |
| ---------- | -------- |
| українська | 99,56 %  |
| російська  | 0,40 %   |

### Вікова і статева структура
Структура жителів сільської ради за віком і статтю (станом на 2011 рік):
| Вік   | Чоловіків | Жінок | Разом |
| ----- | --------- | ----- | ----- |
| 0-17  | 322       | 341   | 663   |
| 18-39 | 402       | 399   | 801   |
| 40-59 | 328       | 293   | 621   |
| 60+   | 201       | 225   | 426   |
| Разом | 1253      | 1258  | 2511  |

### Соціально-економічні показники
| Працездатне населення | Працездатне населення | Працездатне населення | Працездатне населення | Працездатне населення | Працездатне населення | Непрацездатне населення | Непрацездатне населення | Непрацездатне населення | Непрацездатне населення | Непрацездатне населення | Непрацездатне населення | Все населення |
| Чоловіки              | Чоловіки              | Жінки                 | Жінки                 | Разом                 | Разом                 | Чоловіки                | Чоловіки                | Жінки                   | Жінки                   | Разом                   | Разом                   | 2511          |
| ос.                   | %                     | ос.                   | %                     | ос.                   | %                     | ос.                     | %                       | ос.                     | %                       | ос.                     | %                       | 2511          |
| --------------------- | --------------------- | --------------------- | --------------------- | --------------------- | --------------------- | ----------------------- | ----------------------- | ----------------------- | ----------------------- | ----------------------- | ----------------------- | ------------- |
| 484                   | 20                    | 542                   | 23                    | 1026                  | 43                    | 244                     | 10                      | 301                     | 13                      | 545                     | 23                      | 2511          |

| Зайняті  | Зайняті  | Зайняті | Зайняті | Зайняті | Зайняті | Безробітні | Безробітні | Безробітні | Безробітні | Безробітні | Безробітні | Все населення |
| Чоловіки | Чоловіки | Жінки   | Жінки   | Разом   | Разом   | Чоловіки   | Чоловіки   | Жінки      | Жінки      | Разом      | Разом      | 2511          |
| ос.      | %        | ос.     | %       | ос.     | %       | ос.        | %          | ос.        | %          | ос.        | %          | 2511          |
| -------- | -------- | ------- | ------- | ------- | ------- | ---------- | ---------- | ---------- | ---------- | ---------- | ---------- | ------------- |
| 72       | 4        | 210     | 11      | 282     | 15      | 348        | 19         | 197        | 10         | 545        | 29         | 2511          |

| Дорослі | Діти | Пенсіонери | Інваліди Німецько-радянської війни | Учасники бойових дій | Інваліди всіх груп і категорій | Люди, які обслуговуються служб. соц. допом. на дому | Неповні сім'ї | Діти з неповних сімей | Багатодітні сім'ї | Діти з багатодітних сімей | Діти-інваліди | Діти-сироти | Одинокі багатодітні матері |
| ------- | ---- | ---------- | ---------------------------------- | -------------------- | ------------------------------ | --------------------------------------------------- | ------------- | --------------------- | ----------------- | ------------------------- | ------------- | ----------- | -------------------------- |
| 1801    | 585  | 768        | 3                                  | 7                    | 147                            | 24                                                  | 30            | 32                    | 42                | 148                       | 12            | 39          | 1                          |

## Вибори
Станом на 2011 рік кількість виборців становила 1803 особи.

## Склад ради
Рада складається з 16 депутатів та голови.
- Голова ради: Голяка Павло Васильович
- Секретар ради: Кузін Петро Петрович

### Керівний склад попередніх скликань
| Прізвище, ім'я, по батькові | Основні відомості                                                             | Дата обрання | Дата звільнення |
| --------------------------- | ----------------------------------------------------------------------------- | ------------ | --------------- |
| Голяка Павло Васильович     | Сільський голова, 1952 року народження, освіта незакінчена вища, безпартійний | 26.03.2006   | 31.10.2010      |
| Голяка Павло Васильович     | Сільський голова, 1952 року народження, освіта незакінчена вища, безпартійний | 31.10.2010   |                 |

Примітка: таблиця складена за даними сайту Верховної Ради України

### Депутати
За результатами місцевих виборів 2010 року депутатами ради стали:

#### За суб'єктами висування
| Суб'єкт висування | Кількість обраних депутатів | %    |
| ----------------- | --------------------------- | ---- |
| Народна партія    | 8                           | 50   |
| Самовисування     | 5                           | 31,3 |
| Партія регіонів   | 3                           | 18,8 |

#### За округами
| № округу        | Прізвище, ім'я, по батькові   | Дата визнання обраним | Освіта             | Партійна приналежність | Відомості про обраного депутата                                                    |
| --------------- | ----------------------------- | --------------------- | ------------------ | ---------------------- | ---------------------------------------------------------------------------------- |
| Народна Партія  |                               |                       |                    |                        |                                                                                    |
| 1               | Стасько Михайло Адамович      | 05.11.2010            | середня            | член Народної партії   | пенсіонер                                                                          |
| 3               | Белеля Жанна Павлівна         | 05.11.2010            | вища               | позапартійна           | Селецька загальноосвітня школа, заступник директора                                |
| 5               | Островець Валентина Павлівна  | 05.11.2010            | вища               | член Народної партії   | Селецька загальноосвітня школа, вчитель                                            |
| 6               | Кузін Олександр Павлович      | 05.11.2010            | вища               | член Народної партії   | ДП Дубровицький лісгосп, завідувач гаражів                                         |
| 7               | Шиліпук Віталій Степанович    | 05.11.2010            | середня            | позапартійний          | тимчасово не працює                                                                |
| 9               | Дубінець Ольга Іванівна       | 05.11.2010            | вища               | член Народної партії   | Селецька загальноосвітня школа, вчитель                                            |
| 12              | Сидоришина Оксана Миколаївна  | 05.11.2010            | вища               | член Народної партії   | Селецька загальноосвітня школа, медсестра                                          |
| 16              | Демарчук Сергій Михайлович    | 05.11.2010            | вища               | член Народної партії   | ДП Дубровицький лісгосп, інженер охорони лісу                                      |
| Партія регіонів |                               |                       |                    |                        |                                                                                    |
| 4               | Стасько Анатолій Григорович   | 05.11.2010            | вища               | позапартійний          | Районний центр соціальних служб для сім'ї, дітей та молоді, спеціаліст І категорії |
| 10              | Черпак Людмила Миколаївна     | 05.11.2010            | вища               | член Народної партії   | Селецька загальноосвітня школа, вчитель                                            |
| 13              | Хомич Володимир Михайлович    | 05.11.2010            | середня            | позапартійний          | пенсіонер                                                                          |
| Самовисування   |                               |                       |                    |                        |                                                                                    |
| 2               | Петрушко Інна Павлівна        | 05.11.2010            | середня спеціальна | позапартійна           | Селецька сільська рада, спеціаліст І категорії                                     |
| 8               | Кузін Петро Петрович          | 05.11.2010            | вища               | позапартійний          | Селецька сільська рада, секретар                                                   |
| 11              | Гаєв Юрій Вікторович          | 05.11.2010            | середня            | позапартійний          | ПП «Горинь Агро», механік                                                          |
| 14              | Камінський Валерій Михайлович | 05.11.2010            | вища               | позапартійний          | Селецька сільська рада, спеціаліст, інженер із землевпорядкування                  |
| 15              | Белеля Олександр Данилович    | 05.11.2010            | вища               | позапартійний          | тимчасово не працює                                                                |